# 京成立石站
京成立石站（日语：／ Keisei-Tateishi eki */?）是位於日本東京都葛飾區立石，屬於京成電鐵押上線的鐵路車站。車站編號是KS49。旅客資訊採用省略「京成」二字的「立石」。本站目前正在進行高架化工程，包含此站在內的鐵路區段預計在2024年11月30日切換至臨時的下行線。

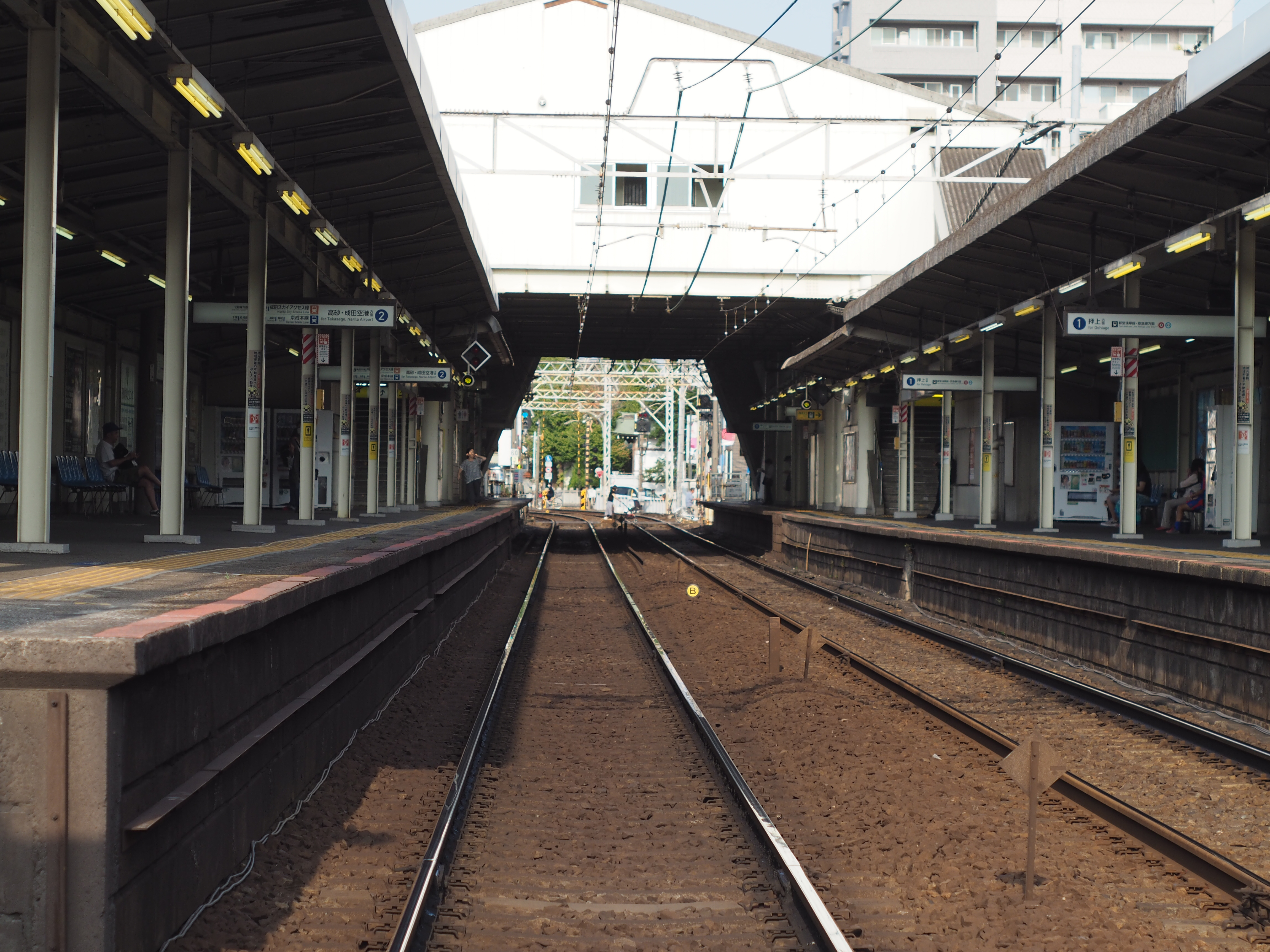
月台（2020年8月）

## 年表
- 1912年（大正元年）11月3日 - 車站啟用，當時稱為立石站。

- 1923年（大正12年） - 由於開鑿荒川放水路，變更路線，車站移至現址。

- 1931年（昭和6年）11月18日 - 車站改稱京成立石站。

- 1968年（昭和43年）10月2日 - 站房改建。
- 2006年（平成18年）10月1日 - 電梯設置工程動工（上行月台側）。
- 2007年（平成19年）2月28日 - 電梯啟用（上行月台側）。之後也在東側出入口增建電梯。下行月台增設輪椅專用升降機。
- 2010年（平成22年）7月17日 - 廢止急行，本站僅停靠普通列車。

## 車站構造
本站是側式月台2面2線的地面車站，並設有為跨站式站房。本站於2006年（平成18年）9月1日開始進行電梯設置工程，並於2007年（平成19年）2月28日啟用。

### 月台配置
| 月台 | 路線   | 方向 | 目的地                                              |
| ---- | ------ | ---- | --------------------------------------------------- |
| 1    | 押上線 | 上行 | 押上、 淺草線、 京急本線方向                        |
| 2    | 押上線 | 下行 | 青砥、高砂、船橋、 成田機場、千葉方向（經京成本線） |
| 2    | 押上線 | 下行 | 北總線、 成田機場方向（成田Sky Access線）           |

## 使用情況
2017年度1日平均上下車人次為38,856人。京成線全部69個車站當中排行第10位，是押上線單獨車站、京成電鐵只停靠普通列車的車站中最多人上下車的車站。
各年度1日平均上下、上車人次如下表。
| 年度               | 1日平均 上下車人次 | 1日平均 上車人次 | 來源     |
| ------------------ | ------------------ | ---------------- | -------- |
| 1990年（平成02年） |                    | 21,718           | [ * 1 ]  |
| 1991年（平成03年） |                    | 21,358           | [ * 2 ]  |
| 1992年（平成04年） |                    | 21,164           | [ * 3 ]  |
| 1993年（平成05年） |                    | 21,016           | [ * 4 ]  |
| 1994年（平成06年） |                    | 20,677           | [ * 5 ]  |
| 1995年（平成07年） |                    | 20,538           | [ * 6 ]  |
| 1996年（平成08年） |                    | 20,334           | [ * 7 ]  |
| 1997年（平成09年） |                    | 19,833           | [ * 8 ]  |
| 1998年（平成10年） |                    | 19,373           | [ * 9 ]  |
| 1999年（平成11年） |                    | 19,101           | [ * 10 ] |
| 2000年（平成12年） |                    | 18,627           | [ * 11 ] |
| 2001年（平成13年） |                    | 18,249           | [ * 12 ] |
| 2002年（平成14年） | 35,935             | 17,926           | [ * 13 ] |
| 2003年（平成15年） | 36,307             | 18,131           | [ * 14 ] |
| 2004年（平成16年） | 35,556             | 17,904           | [ * 15 ] |
| 2005年（平成17年） | 35,562             | 17,896           | [ * 16 ] |
| 2006年（平成18年） | 36,581             | 18,416           | [ * 17 ] |
| 2007年（平成19年） | 37,147             | 18,738           | [ * 18 ] |
| 2008年（平成20年） | 37,647             | 18,929           | [ * 19 ] |
| 2009年（平成21年） | 37,281             | 18,742           | [ * 20 ] |
| 2010年（平成22年） | 36,866             | 18,551           | [ * 21 ] |
| 2011年（平成23年） | 35,746             | 17,984           | [ * 22 ] |
| 2012年（平成24年） | 36,174             | 18,189           | [ * 23 ] |
| 2013年（平成25年） | 36,411             | 18,310           | [ * 24 ] |
| 2014年（平成26年） | 36,317             | 18,252           | [ * 25 ] |
| 2015年（平成27年） | 37,223             | 18,702           | [ * 26 ] |
| 2016年（平成28年） | 37,916             |                  |          |
| 2017年（平成29年） | 38,856             |                  |          |

## 車站周邊
過去周邊有許多町工場，站前有居酒屋、酒館、酒吧等聚集，展現獨特的氛圍。但隨著高架化工程，站前規劃建設中高層大樓，將逐步改變此地風貌。
- 立石地區中心
- 葛飾區役所（日语：葛飾区役所）
- 葛飾Symphony Hills（日语：かつしかシンフォニーヒルズ）
- 日本年金機構（日语：日本年金機構）葛飾年金事務所
- 葛飾區勤勞福祉會館（立石地區中心別館）
- 葛飾區立立石圖書館
- 葛飾區傳統產業館
- 葛飾稅務署（日语：税務署）
- 立石郵局
- 葛飾立石一郵局
- 葛飾東立石郵局
- 葛飾紅十字產院（日语：葛飾赤十字産院）
- 中川
- 多美本社（玩具商）
- 葛飾FM廣播（日语：葛飾エフエム放送）
- 立石樣（日语：立石様）
- 證願寺（日语：證願寺）
- 宮田拳擊運動俱樂部（日语：宮田ジム・スポーツクラブ）（內藤大助（日语：内藤大助）所屬拳館）
- 中央醫療技術專門學校（日语：中央医療技術専門学校）
- 立石仲見世下町市場[8]

### 巴士路線
立石站入口
- 京成巴士、京成Town Bus（日语：京成タウンバス）
  - 新小52乙：往龜有站（經青砥站入口、部分經葛飾區役所） / 往新小岩站（四木站）（京成Town）
  - 新小53：往龜有站（經青砥站入口、平日白天經葛飾區役所） / 往新小岩站（經奥戶車庫）（京成）
  - 有57：往龜有站（經葛飾區役所、御花茶屋站，出入庫系統） / 往Town Bus車庫（出、入庫系統，僅夜間）（京成Town）
  - 綾02：往綾瀨站（經葛飾區役所、御花茶屋站） / 往Town Bus車庫（京成、京成Town）

立石站通
- 京成Town Bus
  - 新小52：往市川站（經奥戶車庫、小岩站北口） / 往新小岩站（經四木站）
  - 新小52乙：往龜有站（經青砥站入口，部分經葛飾區役所） / 往新小岩站（經四木站）

## 相鄰車站
京成電鐵
 押上線
■快速特急、■Access特急、■特急、■通勤特急、■快速
通過
■普通
四木（KS-48）－京成立石（KS-49）－青砥（KS-09）

## 外部連結
- 京成立石｜電車與車站資訊｜京成電鐵
- 京成立石站PDF - 京成電鐵